# ISO 639-2
ISO 639-2 er en international standard for identifikation af sprog, fastsat af Den internationale Standardiseringsorganisation, Og består i en systematisk tildeling af sprogkode på tre bogstaver for hvert sprog, henholdsvis dialekt med status af sprog.
ISO 639-2 er en del af ISO-standarden ISO 639. ISO 639-1 er sprogkoder på to bogstaver for de mest udbredte sprog.
Sprogkoden for dansk er ifølge ISO 639-2 dan og ifølge ISO 639-1 da.
Kodningen bruges især i bibliografier, hvor man vil notere sig, hvad der er skriftsproget i bøger eller artikler og i STML-dokumenter, f.eks. websider, til markering af, hvilket sprog dokumentet er skrevet på. Registreringen giver i øvrigt et glimrende overblik over alverdens nulevende sprog og i visse tilfælde enkelte uddøde.

## Eksempler
Eksempler på ISO 639-2 koder:
- afrikaans: afr
- angelsaksisk: ang
- bokmål: nob
- bretonsk: bre
- dansk: dan
- esperanto: epo
- irsk-gælisk: gle
- catalansk: cat
- korsikansk: cos
- maya: myn
- nynorsk: nno
- plattysk: nds
- sorbisk: wen
- ukendt sprog: und

### Kommentar
Som man ser, accepterer registreringen alle sprog på lige fod. Mindretalssprog (f.eks. korsikansk), uddøde sprog (f.eks. angelsaksisk), kunstsprog (f.eks. esperanto) og dialekter (f.eks. nynorsk) er medtaget, men der er dog nogle mangler.